# Ultimate Collectors 7" Vinyl Singles Box Set
Ultimate Collectors 7" Vinyl Singles Box Set es una caja recopilatoria de 21 singles e EP de la banda estadounidense Green Day. La caja incluye casi todos los sencillos lanzados por la banda desde su aparición, hasta su más reciente producción discográfica, aunque agrupados por cada disco y con diferentes lados B. Se incluyen los primeros EP grabados por la banda, algunos sencillos de las bandas alternas Foxboro Hot Tubs y The Network, así como lanzamientos nuevos, como lo son los de las canciones 2,000 Light Years Away, Christie Road, Going to Pasalacqua y Desensitized. Los únicos sencillos que no se incluyen son Jesus of Suburbia, Poprocks & Coke, Maria, I Fought the Law, The Saints Are Coming y Working Class Hero. Dentro del sencillo de Redundant, aparece una versión Inédita de Nice Guys Finish Last grabada en vivo en el año 1997. El tiraje fue limitado a 3,800 copias e incluye un póster.

## Lista de Discos
| Going to Pasalacqua |                       |          |  |
| N.º                 | Título                | Duración |  |
| 1.                  | «Going to Pasalacqua» | 3:30     |  |
| 2.                  | «Road to Acceptance»  | 3:35     |  |
| 3.                  | «Disappearing Boy»    | 2:51     |  |

| Slappy E.P. |                           |          |  |
| N.º         | Título                    | Duración |  |
| 1.          | «Paper Lanterns»          | 2:25     |  |
| 2.          | «Why Do You Want Him?»    | 2:33     |  |
| 3.          | «409 in Your Coffeemaker» | 2:54     |  |
| 4.          | «Knowledge»               | 2:19     |  |

| 1,000 Hours |                  |          |  |
| N.º         | Título           | Duración |  |
| 1.          | «1,000 Hours»    | 2:25     |  |
| 2.          | «Dry Ice»        | 3:44     |  |
| 3.          | «Only of You»    | 2:45     |  |
| 4.          | «The One I Want» | 3:00     |  |

| 2000 Light Years Away |                                                  |          |  |
| N.º                   | Título                                           | Duración |  |
| 1.                    | «2,000 Light Years Away»                         | 2:24     |  |
| 2.                    | «Welcome to Paradise» (Kerplunk version)         | 3:30     |  |
| 3.                    | «Who Wrote Holden Caulfield?»                    | 2:44     |  |
| 4.                    | «Welcome to Paradise» (live From Jannus Landing) | 4:05     |  |

| Christie Road |                                  |          |  |
| N.º           | Título                           | Duración |  |
| 1.            | «Christie Road»                  | 3:33     |  |
| 2.            | «One of My Lies»                 | 2:19     |  |
| 3.            | «One for the Razorbacks»         | 2:30     |  |
| 4.            | «One of My Lies» (live From FLA) | 2:25     |  |

| Sweet Children |                                                                                      |          |  |
| N.º            | Título                                                                               | Duración |  |
| 1.             | «Sweet Children»                                                                     | 1:40     |  |
| 2.             | «Best Thing In Town»                                                                 | 2:02     |  |
| 3.             | «Strangeland»                                                                        | 2:06     |  |
| 4.             | «My Generation» (escrita por Pete Townshend; interpretada originalmente por The Who) | 2:19     |  |

| Longview |                                        |          |  |
| N.º      | Título                                 | Duración |  |
| 1.       | «Longview»                             | 3:59     |  |
| 2.       | «Welcome to Paradise» (Dookie version) | 3:44     |  |
| 3.       | «Coming Clean»                         | 1:35     |  |
| 4.       | «Chump» (live)                         | 2:42     |  |

| Basket Case |                                         |          |  |
| N.º         | Título                                  | Duración |  |
| 1.          | «Basket Case»                           | 3:03     |  |
| 2.          | «When I Come Around»                    | 2:58     |  |
| 3.          | «Having A Blast»                        | 2:44     |  |
| 4.          | «When I Come Around» (live from Sweden) | 2:54     |  |

| Geek Stink Breath |                     |          |  |
| N.º               | Título              | Duración |  |
| 1.                | «Geek Stink Breath» | 2:16     |  |
| 2.                | «Stuck with Me»     | 2:15     |  |
| 3.                | «86»                | 2:47     |  |

| Brain Stew/Jaded |                                                  |          |  |
| N.º              | Título                                           | Duración |  |
| 1.               | «Brain Stew/Jaded»                               | 4:43     |  |
| 2.               | «Walking Contradiction»                          | 2:31     |  |
| 3.               | «Brain Stew/Jaded» (from Shalle, Prague 3/26/96) | 4:25     |  |
| 4.               | «No Pride»                                       | 2:19     |  |

| J.A.R. |                               |          |  |
| N.º    | Título                        | Duración |  |
| 1.     | «J.A.R.» (Jason Andrew Relva) | 2:51     |  |
| 2.     | «Emenius Sleepus»             | 1:44     |  |

| Hitchin' a Ride |                                     |          |  |
| N.º             | Título                              | Duración |  |
| 1.              | «Hitchin' a Ride»                   | 2:51     |  |
| 2.              | «Good Riddance (Time of Your Life)» | 2:34     |  |
| 3.              | «Scattered»                         | 3:02     |  |

| Redundant |                                                      |          |  |
| N.º       | Título                                               | Duración |  |
| 1.        | «Redundant»                                          | 3:17     |  |
| 2.        | «Nice Guys Finish Last»                              | 2:49     |  |
| 3.        | «Prosthetic Head»                                    | 3:38     |  |
| 4.        | «Nice Guys Finish Last» (live from Electric Factory) | 2:57     |  |

| Minority |                                                                                           |          |  |
| N.º      | Título                                                                                    | Duración |  |
| 1.       | «Minority»                                                                                | 2:49     |  |
| 2.       | «Warning»                                                                                 | 3:43     |  |
| 3.       | «Hold On»                                                                                 | 2:57     |  |
| 4.       | «Outsider» (letra escrita por Dee Dee Ramone; interpretada originalmente por The Ramones) | 2:16     |  |

| Waiting |                     |          |  |
| N.º     | Título              | Duración |  |
| 1.      | «Waiting»           | 3:14     |  |
| 2.      | «Macy's Day Parade» | 3:34     |  |
| 3.      | «Fashion Victim»    | 2:48     |  |
| 4.      | «Castaway»          | 3:52     |  |

| Desensitized |                |          |  |
| N.º          | Título         | Duración |  |
| 1.           | «Desensitized» | 2:47     |  |
| 2.           | «Do Da Da»     | 1:30     |  |
| 3.           | «Scumbag»      | 1:45     |  |
| 4.           | «Suffocate»    | 2:54     |  |

| The Network |                    |          |  |
| N.º         | Título             | Duración |  |
| 1.          | «Joe Robot»        | 2:03     |  |
| 2.          | «Money Money 2020» | 2:12     |  |
| 3.          | «Roshambo»         | 2:48     |  |

| American Idiot |                              |          |  |
| N.º            | Título                       | Duración |  |
| 1.             | «American Idiot»             | 2:54     |  |
| 2.             | «Boulevard of Broken Dreams» | 4:20     |  |
| 3.             | «She's a Rebel»              | 2:00     |  |
| 4.             | «Shoplifter»                 | 1:51     |  |

| Holiday |                                  |          |  |
| N.º     | Título                           | Duración |  |
| 1.      | «Holiday»                        | 3:52     |  |
| 2.      | «Wake Me Up When September Ends» | 4:45     |  |
| 3.      | «Letterbomb»                     | 4:06     |  |
| 4.      | «Governator»                     | 2:31     |  |

| Mother Mary & She's A Saint Not A Celebrity |                                 |          |  |
| N.º                                         | Título                          | Duración |  |
| 1.                                          | «Mother Mary»                   | 2:46     |  |
| 2.                                          | «She's A Saint Not A Celebrity» | 2:26     |  |

| Know Your Enemy |                   |          |  |
| N.º             | Título            | Duración |  |
| 1.              | «Know Your Enemy» | 3:10     |  |
| 2.              | «21 Guns»         | 5:21     |  |